# In the Flesh (turné)
Több év szünet után Roger Waters In the Flesh turnéjával lépett ismét a nyilvánosság elé.
A hároméves turné 1999. július 23-án indult és 2002. június 30-án ért véget, több hosszú szünet közbeiktatásával. Waters a turnénak ugyanazt a nevet adta, mint 1977-ben az Animals anyagával turnézó Pink Floyd. A koncerteken ismét megszólaltak az Animals dalai, amely azért volt szokatlan, mert a Gilmour vezette Pink Floyd sosem játszotta azokat.
2000. június 27-én a Rose Garden Arénában felvették videóra a koncertet, ami meg is jelent DVD-n In the Flesh Live címmel. Ugyanezzel a címmel jelent meg a dupla CD-s koncertlemez is.

## Észak-Amerika (1999)

### A zenekar
- Roger Waters – gitár, basszusgitár, ének
- Andy Fairweather Low – gitár, basszusgitár, ének
- Snowy White – gitár, ének
- Doyle Bramhall II – ének, gitár
- Graham Broad – dob
- Jon Carin – billentyűk, gitár, ének
- Andy Wallace – billentyűk
- P. P. Arnold – háttérvokál
- Katie Kissoon – háttérvokál
- Suzannah Melvois – háttérvokál

### A dalok
Első felvonás
1. "In The Flesh" (Waters)
2. "The Thin Ice" (Waters)
3. "Another Brick in the Wall (Part 1)" (Waters)
4. "Mother" (Waters)
5. "Get Your Filthy Hands Off My Desert" (Waters)
6. "Southampton Dock" (Waters)
7. "Pigs on the Wing (Part 1)" (Waters)
8. "Dogs" (Gilmour/Waters)
9. "Welcome to the Machine" (Waters)
10. "Wish You Were Here" (Gilmour/Waters)
11. "Shine On You Crazy Diamond I – VII" (Gilmour/Waters/Wright)

Második felvonás
1. "Breathe" (Gilmour/Waters/Wright)
2. "Money" (Waters)
3. "The Great Gig in the Sky" * (csak a zongora része) (Wright)
4. "5.06 A.M. (Every Strangers' Eyes)" (Waters)
5. "The Powers That Be" (Waters)
6. "What God Wants, Pt 1" (Waters)
7. "Perfect Sense, Pt 1" (Waters)
8. "Perfect Sense, Pt 2" (Waters)
9. "It's A Miracle" (Waters)
10. "Amused To Death" (Waters)
11. "The Happiest Days of Our Lives" † (Waters)
12. "Another Brick in the Wall (Part 2)" † (Waters)

Ráadás
1. "Brain Damage" (Waters)
2. "Eclipse" (Waters)
3. "Comfortably Numb" (Gilmour/Waters)

### Fellépések
- Július 23 – Milwaukee Auditorium, Milwaukee, USA
- Július 24 – Rosemont Theatre, Chicago, USA
- Július 25 – Pine Knob, Clarkston, USA
- Július 27 – Gund Arena, Cleveland, USA
- Július 30 – L'Agora, Quebec, Kanada
- Július 31 – Molson Theatre, Montreal, Kanada
- Augusztus 1 – Molson Amphitheatre, Toronto, Kanada
- Augusztus 4 – Tweeter Center, Mansfield, USA
- Augusztus 6 – PNC Arts Center, Holmdel, USA
- Augusztus 7 – Jones Beach, Long Island, USA
- Augusztus 8 – Oakdale Theater, Wallingford, USA
- Augusztus 10 – Pepsi Arena, Albany, USA
- Augusztus 11 – E Center, Camden, USA
- Augusztus 13 – Montage Mountain, Scranto, USA
- Augusztus 14 – Darien Lake, Darien, USA
- Augusztus 15 – Schottenstein Arena, Columbus, USA
- Augusztus 17 – Star Pavilion, Hershey, USA
- Augusztus 18 – Star Lake Amphitheater, Burgettstown, USA
- Augusztus 20 – Baltimore Arena, Baltimore, USA
- Augusztus 22 – Lakewood Amphitheater, Atlanta, USA
- Augusztus 24 – Deer Creek, Noblesville, USA
- Augusztus 25 – Van Andel Arena, Grand Rapids, USA
- Augusztus 27 – Riverport, St. Louis, USA
- Augusztus 28 – Kemper Arena, Kansas City, USA (Az 'Each Small Candle' című új dalt itt játszották először.)

## Észak-Amerika (2000)

### A zenekar
- Roger Waters – gitár, basszusgitár, ének
- Andy Fairweather-Low – gitár, basszusgitár, ének
- Snowy White – gitár, ének
- Doyle Bramhall II – gitár, ének
- Graham Broad – dobok
- Jon Carin – billentyűk, giár, ének
- Andy Wallace – billentyűk
- PP Arnold – háttérvokál
- Katie Kissoon – háttérvokál
- Susannah Melvoin – háttérvokál
- Mel Collins – szaxofon (az utolsó hat állomáson)

### A dalok
Első felvonás
1. "In The Flesh" (Waters)
2. "The Happiest Days of Our Lives" (Waters)
3. "Another Brick in the Wall, Pt 2" (Waters)
4. "Mother" (Waters)
5. "Get Your Filthy Hand Off My Desert" (Waters)
6. "Southampton Dock" (Waters)
7. "Pigs On The Wing, Pt 1" (Waters)
8. "Dogs" (Gilmour/Waters)
9. "Welcome To The Machine" (Waters)
10. "Wish You Were Here" (Gilmour/Waters)
11. "Shine On You Crazy Diamond I – VII" (Gilmour/Waters/Wright)

Második felvonás
1. "Set the Controls for the Heart of the Sun" (Waters)
2. "Breathe" (Gilmour/Waters/Wright)
3. "Time" (Gilmour/Mason/Waters/Wright)
4. "Money" (Waters)
5. "5:06 AM (Every Strangers Eyes" (Waters)
6. "What God Wants, Pt 1" (Waters)
7. "Perfect Sense, Pt 1" (Waters)
8. "Perfect Sense, Pt 2" (Waters)
9. "Bravery Of Being Out of Range" (Waters)
10. "It's A Miracle" (Waters)
11. "Amused To Death" (Waters)
12. "Brain Damage" (Waters)
13. "Eclipse" (Waters)

Ráadás
1. "Comfortably Numb" (Gilmour/Waters)
2. "Each Small Candle" (Waters/Rasmussen)

### Fellépések
- Június 2 – Ice Palace, Tampa, USA
- Június 3 – Mars Music Amphitheatre, West Palm Beach, USA
- Június 6 – AmSouth Amphitheatre, Nashville, USA
- Június 7 – Blockbuster Pavilion, Charlotte, USA
- Június 10 – Woodlands, Houston, USA
- Június 11 – Starplex, Dallas, USA
- Június 13 – Alamodome, San Antonio, USA
- Június 16 – America West, Phoenix, USA
- Június 17 – MGM Grand, Las Vegas, USA
- Június 19 – Coors Arena, San Diego, USA
- Június 21 – Universal Amphitheatre, Los Angeles, USA
- Június 22 – Universal Amphitheatre, Los Angeles, USA
- Június 24 – Irvine Meadows, Los Angeles, USA
- Június 25 – Shoreline Amphitheatre, San Francisco, USA
- Június 27 – Rose Garden, Portland, USA (Itt vették fel az In the Flesh Live c. albumot)
- Június 30 – The Gorge, Seattle, USA
- Július 1 – Idaho Center, Boise, USA
- Július 3 – Fiddler's Green Amphitheatre, Englewood, USA
- Július 6 – Target Center, Minneapolis, USA
- Július 8 – The World, Chicago, USA
- Július 9 – Riverbend Music Center, Cincinnati, USA
- Július 11 – Madison Square Garden, New York, USA
- Július 13 – Madison Square Garden, New York, USA
- Július 15 – Nissan Pavilion, Bristow, USA
- Július 16 – Providence Civic Center, Providence, USA

A június 27-én a Rose Gardenben felvett koncert dupla koncert lemezen és DVD-n is megjelent In the Flesh Live címmel.

## Afrika, Dél-Amerika, Ázsia és Európa (2002)

### A zenekar
- Roger Waters – gitár, basszusgitár, ének
- Andy Fairweather Low – gitár, basszusgitár, ének
- Snowy White – gitár, ének
- Chester Kamen – ének, gitár
- Graham Broad – dob
- Harry Waters – billentyű, gitár
- Andy Wallace – billentyű
- P.P.Arnold – háttérének
- Katie Kissoon – háttérének
- Linda Lewis – (Afrika, Dél-Amerika és Ázsia) háttérének
- Carol Kenyon – (Európa) háttérének
- Norbert Stachel – szaxofon

### A dalok
Első felvonás
1. "In The Flesh" (Waters)
2. "The Happiest Days of Our Lives" (Waters)
3. "Another Brick in the Wall, Pt 2" (Waters)
4. "Mother" (Waters)
5. "Get Your Filthy Hand Off My Desert" (Waters)
6. "Southampton Dock" (Waters)
7. "Pigs On The Wing, Pt 1" (Waters)
8. "Dogs" (Gilmour/Waters)
9. "Shine On You Crazy Diamond I ~ V" (Gilmour/Waters/Wright)
10. "Welcome To The Machine" (Waters)
11. "Wish You Were Here" (Gilmour/Waters)
12. "Shine On You Crazy Diamond VI ~ VII" (Gilmour/Waters/Wright) (A varsói koncerten a teljes dalt előadták.)

Második felvonás
1. "Set the Controls for the Heart of the Sun" * (Waters)
2. "Breathe" (Gilmour/Waters/Wright)
3. "Time" (Gilmour/Mason/Waters/Wright)
4. "Money" (Waters)
5. "5:06 AM (Every Strangers Eyes" (Waters)
6. "Perfect Sense, Pt 1" (Waters)
7. "Perfect Sense, Pt 2" (Waters)
8. "Bravery Of Being Out of Range" (Waters)
9. "It's A Miracle" (Waters)
10. "Amused To Death" (Waters)
11. "Brain Damage" (Waters)
12. "Eclipse" (Waters)

Ráadás
1. "Comfortably Numb" (Gilmour/Waters)
2. "Each Small Candle" (Waters/Rasmussen) vagy "Flickering Flame" (Waters)

### Fellépések
- Február 27 – Bellville Velodrome, Cape Town, Dél Afrikai Köztársaság
- Március 1 – MTN Sun Dome, Johannesburg, Dél Afrikai Köztársaság
- Március 5 – Estadio Nacional, Santiago, Chile
- Március 7 – Velez Sarsfield Stadium, Buenos Aires, Argentína
- Március 9 – Sambódromo Carnival, Rio de Janeiro, Brazília
- Március 12 – Olímpico Stadium, Porto Alegre, Brazília
- Március 14 – Pacaembu Stadium, São Paulo, Brazília
- Március 15 – Pacaembu Stadium, São Paulo, Brazília
- Március 17 – Festival Site, Caracas POP Festival, Caracas, Venezuela
- Március 19 – Foro Sol, Mexikóváros, Mexikó
- Március 25 – Koseinenkin Hall, Oszaka, Japán
- Március 26 – Koseinenkin Hall Oszaka, Japán
- Március 28 – International Forum, Tokió, Japán
- Március 30 – International Forum, Tokió, Japán
- Március 31 – International Forum, Tokió, Japán
- Április 2 – Chamshill Field, Szöul, Dél-Korea
- Április 5 – Entertainment Centre, Sydney, Ausztrália
- Április 6 – Entertainment Centre, Sydney, Ausztrália
- Április 8 – Rod Laver Arena, Melbourne, Ausztrália
- Április 10 – Impact Arena, Bangkok, Thailand
- Április 13 – Palace Grounds, Bengaluru, India
- Április 15 – Golf & Yacht Club Dubai, Egyesült Arab Emirátus
- Április 17 – B.I.E.L. Beirut, Libanon
- Május 4 – Atlantic Pavilion, Lisszabon, Portugália
- Május 5 – Atlantic Pavilion, Lisszabon, Portugália
- Május 8 – Palau St. Jordi, Barcelona, Spanyolország
- Május 10 – Forum, Milán, Olaszország
- Május 11 – Hallenstadion, Zürich, Svájc
- Május 13 – Sports Paleis, Antwerpen, Belgium
- Május 15 – Ahoy, Rotterdam, Hollandia
- Május 17 – Messe Halle, Erfurt, Németország
- Május 18 – Kolnarena, Köln, Németország
- Május 20 – Arena, Oberhausen, Németország
- Május 22 – Preussag Arena, Hannover, Németország
- Május 24 – Oslo Spektrum, Oslo, Norvégia
- Május 25 – Globe Arena, Stockholm, Svédország
- Május 27 – New Arena/Hermitage, Szentpétervár, Oroszország
- Május 29 – Olimpiski Arena, Moszkva, Oroszország
- Május 31 – Hartwall Arena, Helsinki, Finnország
- Június 2 – Forum, Koppenhága, Dánia
- Június 4 – Olympia Halle, München, Németország
- Június 5 – Festhalle, Frankfurt, Németország
- Június 7 – Gwardia Stadium, Varsó, Lengyelország
- Június 9 – Velodrome, Berlin, Németország
- Június 10 – Paegas Arena, Prága, Csehország
- Június 12 – Curva Olympico, Róma, Olaszország
- Június 14 – Wiesen Festival, Bécs, Ausztria
- Június 15 – Kis Stadion, Budapest, Magyarország
- Június 17 – Schleyerhalle, Stuttgart, Németország
- Június 19 – De Bercy, Párizs, Franciaország
- Június 21 – NEC, Birmingham, UK
- Június 22 – MEN Arena, Manchester, UK
- Június 24 – The Point, Dublin, Írország
- Június 26 – Wembley Arena, London, UK (Nick Mason fellépésével a Set the Controls… c. számban.)
- Június 27 – Wembley Arena, London, UK (Nick Mason fellépésével a Set the Controls… c. számban.
- Június 30 – Pilton Farm, Glastonbury, UK

## Külső hivatkozások
- In The Flesh World Tour